# El español y los siete pecados capitales
El español y los siete pecados capitales és una sèrie de televisió, dirigida per José María Forqué i emesa per TVE en 1980. Basada en la novel·la homònima de Ferran Díaz-Plaja i Contestí, adaptada per Juan Miguel Lamet.

## Argument
En cada episodi de la sèrie es fa un repàs a l'actitud dels espanyols cap als pecats capitals. Com a fil conductor, recrea una conferència en la qual el professor Marcelino Fernández Carballo (Jesús Puente) diserta sobre els successius pecats mitjançant anècdotes, que en pantalla apareixen dramatitzades. S'intercalen a més, les situacions d'antagonisme que viu Marcelino amb el seu antic amic i actual antagonista Margallo (Juanjo Menéndez), director de l'escola en la qual imparteix les seves lliçons.

## Llista d'episodis
- La soberbia (I). 24 d'octubre de 1980
- La soberbia (II). 31 d'octubre de 1980.
- De la avaricia a la gula. 7 de novembre de 1980.
- La envidia. 14 de novembre de 1980.
- La ira. 21 de novembre de 1980.
- La pereza. 5 de desembre de 1980.
- La lujuria. 12 de desembre de 1980.